# Toundra alpine des monts Ogilvie et MacKenzie
Localisation
La toundra alpine des monts Ogilvie et MacKenzie est une écorégion terrestre nord-américaine du type toundra du World Wildlife Fund.

## Répartition
La Toundra alpine Ogilvie-MacKenzie recouvre les monts Ogilvie, Wernecke et Selwyn ainsi que les chaînes Backbone, Canyon et Mackenzie.  L'écorégion s'étend de l'extrême est de l'Alaska jusqu'à l'ouest des Territoires du Nord-Ouest.  

## Climat
La température estivale moyenne varie entre 9 °C et 9,5 °C.  La température hivernale moyenne varie entre −19,5 °C et −21,5 °C.  Le taux de précipitations annuel oscille entre 300 mm et 750 mm, le maximum étant dans les monts Selwyn.

## Géomorphologie
Les glaciers sont communs, notamment dans le sud et l'est de l'écorégion.  Les monts les plus élevés se trouvent dans le sud avec des altitudes qui approchent 3 000 m.  Au nord, les chaînes atteignent en moyenne des élévations entre 900 m et 1 350 m.

## Caractéristiques biologiques
Les zones subalpines occupées de peuplements épars et discontinus d'épinettes blanches comportant à l'occasion du sapin subalpin et du pin tordu.  Les bouleaux, les saules et le Ledum decumbens sont également abondants.  Au nord, aux élévations faibles et modérées, le bouleau à papier peut former des communautés importantes.  En altitude, la végétation est dominée par le lichen, le Dryas hookeriana, les éricacées, le carex et l'eriophorum.  

## Conservation
On estime que 95 % de l'écorégion est toujours intacte.  